# كفر خضر
كفر خضر إحدى قرى مركز طنطا التابع لمحافظة الغربية بجمهورية مصر العربية.

## التاريخ
تكونت القرية في سنة 1231 باسم كفر خضير فصلًا عن زمام شبرا النملة، غير اسمه إلى كفر خضر في سنة 1228 هجري. ذكرت القرية ضمن توابع مركز تلا بمديرية المنوفية في التعداد الأول سنة 1882، وفي التعداد التالي سنة 1897 ضمن توابع مركز طنطا.

## التعليم
تصل نسبة الأمية في القرية إلى 43.37% بين من تجاوزوا العاشرة من عمرهم، بينما تصل نسبة من حصلوا على تعليم جامعي إلى 3.94% من جملة السكان.

## السكان
بلغ عدد سكان كفر خضر 4521 نسمة حسب تقدير عام 2018.
| السنة  | 1882 | 1897 | 1907 | 1927 | 1947 | 1960 | 1976 | 1986 | 1996 | 2006  | 2018 |
| ------ | ---- | ---- | ---- | ---- | ---- | ---- | ---- | ---- | ---- | ----- | ---- |
| القرية | 1202 | 1808 | 1951 | 1755 | 2231 | 2565 | 3399 | 4203 | 5207 | 6,064 | 4521 |